# Iosif Șilimon
Iosif Șilimon (n. 22 iulie 1918, Cehu Silvaniei, Austro-Ungaria – d. 8 februarie 1981, Brașov, România) a fost un proiectant de aeronave român.

## Educație și carieră inițială
În 1944, la Sânpetru, obține brevetul C, instruit de Gheoghe Brănescu și Nicolae Blebea. În 1947, la Ghimbav, obține brevetul de pilot avion gr. II turism instruit de Petre Ticușan. În 1956, la Sânpetru obține C-ul de Argint. Între 1962 și 1964 participa la probele pentru C-ul de Aur. În 1962, câștiga titlul de Maestru al sportului planorism. Între 1956 și 1963 participă la opt concursuri de selecție și campionate naționale clasându-se onorabil. În 1960 primește diploma „Paul Tissandier”. În 1964 participă la mitingul aerian de la Băneasa, cu planorul construcție personală IS-3 cu fuselaj țeavă.

## Activitate profesională
De la planorul IS-2 în 1949 până în 1981 a proiectat și construit 32 de tipuri de planoare și patru motoplanoare, din care, de mare serie, IS-3D (156 exemplare), IS-28B2 (359 exemplare), IS-29-D2 (156 exemplare) și 34 motoplanoare IS-28B-M2 apreciate în țară și pe toate meridianele pământului. În afara planoarelor care au constituit pasiunea vieții sale, a lucrat ca inginer șef și apoi director tehnic la fabrica de la Ghimbav, a conceput și realizat sute de avioane în serie cu motoare clasice și elicoptere Alouette și Puma în licență franceză. A lucrat pe rând, la IAR Brașov 1941-1951 până la desființarea secției aeronautice (din 1944 șeful secției celule montaj); 1951-1959 la URMV-3 celebrul hangar 2 al flotilei de bombardament – Brașov; 1959- 1968 la Ghimbav la Întreprinderea de Industrie Locală, secția de construcții aeronautice; 1968 Ghimbav în noile dotări ale Industriei de construcții Aviatice (ICA). A depus o muncă titanică plină de dăruire în slujba construcțiilor aeronautice din România. A găsit timp să predea cursuri la Politehnica din Brașov și să scrie o lucrare de căpătâi pentru planoriști „Zborul planorului” editată în 1971.

## Ultimii ani din viață și moartea
Acest mare om, cu un farmec deosebit, o figură carismatică, a fost un luptător aprig cu greutățile care i-au stat în cale, mai ales în perioada 1950-1965 când a făcut imposibilul pentru a menține construcțiile aviatice românești, în perioada de reorganizări și desființări. A dat strălucire unităților de la Ghimbav și renume mondial, prin prestațiile sale deosebite, sprijinit și de o echipă care l-a înțeles și apreciat pe acest mare constructor și organizator. Din păcate tragediile nu l-au ocolit. A asistat, pe rând, la pierderea celor doi fii ai săi, primul Raul, student la Medicină în București, decedat la cutremurul din 4 martie 1977 și al doilea Cristian, elev în ultimul an de liceu, pilot planorist, victima stupidului accident al microbuzului aeroclubului Sânpetru din 4.07.1978. A supraviețuit cu bărbăție loviturilor nedrepte, până la începutul lui februarie 1981 când inima lui a încetat să mai bată, în urma unei complicații pulmonare fatale, contractată pe aerodromul Ghimbav. După aproape două decenii de la dispariția sa, planoarele construite de el, continuă să fie baza dotării planorismului de la noi și să străbată întinderile văzduhului pe tot Pământul, cu aprecieri elogioase care continuă să sosească.